# Abraham Maslow
Abraham Maslow (Brooklyn, New York, 1908. április 1. – Menlo Park, Kalifornia, 1970. június 8.) amerikai pszichológus, a Maslow-piramis és a D-B motivációelmélet kidolgozója.

## Élete
Egyszerű oroszországi zsidó bevándorlók hét gyermeke közül elsőként született. A szülők szebb jövőt reméltek gyermekeiknek az új világban, erős nyomást gyakoroltak rájuk, hogy tanuljanak, így nem meglepő, hogy kisfiúként magányában könyvekből merített magának erősséget. Annak érdekében, hogy szülei elvárásának eleget tegyen, jogot tanult a City College of New Yorkban. Ezt megszakítva pszichológiai tanulmányokba kezdett a Cornell Egyetemen, és végül 1930-ban a Wisconsini Egyetemen pszichológiából diplomázott. Többek közt Harry Harlow mentorálásával 1931-ben mesteri, 1934-ben doktori fokozatot szerez. Edward Lee Thorndike-kal folytatott levelezése eredményeképpen, 1935-ben a New Yorkba utazik, ahol a Columbia Egyetemen folytat kutatásokat az állatok motivációjával kapcsolatosan. 1937-ben Brooklynba költözve, a Brooklyn College-ben tanít. 1951-1969 között a Massachusetts-beli Brandeis Egyetem pszichológia tanszékének vezetője. Az Amerikai Pszichológiai Társaság (American Psychological Association) 1968-ban elnökévé választotta.
Szülei akarata ellenére feleségül vette Bertha Goodmant, első unokatestvérét, akitől két lánya született.
1970. június 8-án halt meg szívinfarktusban.

### Családi élet, fiatalság
Az 1908-ban született és a New York állambeli Brooklynban nevelkedett Maslow volt a legidősebb a család hét gyermeke közül. Gyermekkorában egy pszichológus "mentálisan instabilként" osztályozta őt. A szülei a Kijevből származó zsidó bevándorlók első generációjához tartoztak, akik a cári üldöztetés elől menekültek a 20. század elején. New Yorkban telepedtek le egy többnemzetiségű, munkásosztály által lakott környéken. A szülei szegények és iskolázatlanok voltak, ennek ellenére fontosnak találták gyermekeik megfelelő oktatását.
Maslow gyermekkora igen nehéz volt, hiszen saját bőrén tapasztalta tanárainak és a környék más gyerekeinek antiszemitizmusát. Különféle antiszemita bandákkal találkozott, akik gyakran megkergették és kövekkel dobálták őt. Maslow és más, hozzá hasonló háttérrel rendelkező fiatalok ez idő tájt épp ez ellen a rasszizmus és etnikai alapú előítélet ellen küzdöttek, annak reményében, hogy így létesíthetnek egy ideális világot, melyben megvalósul a széleskörű oktatás és a pénzügyi egyenlőség.
Az otthonon kívüli feszültség kihatott a család életére is: Maslow rossz viszonyban volt az édesanyjával, és erős ellenérzést táplált vele kapcsolatban. Azt mondta: "Amire reagáltam, az nemcsak az anyám fizikai megjelenése volt, hanem az értékei és világnézete is: a fukarsága, a totális önzősége, az, hogy senki mást nem szeretett ezen a világon - még a saját férjét és gyerekeit sem -, a nárcizmusa, a feketék elleni előítéletessége, az, hogy mindenkit kihasznált, az a feltételezése, hogy mindenki téved, aki nem ért egyet vele, a barátainak hiánya, a rendetlensége és piszkossága..."
Maslow-nak kevés barátja volt az unokatestvérén, Willen kívül, így könyvtárakban, könyvek között nőtt fel. Ezek a tapasztalatok alapozták meg később az olvasás és tanulás iránti szeretetét.
A fiatal Maslow úgy gondolta, egy igazi férfi legmeghatározóbb jegye a fizikai erő, így gyakran sportolt és elkezdett súlyokat emelni annak reményében, hogy ezáltal egy izmosabb, kemény kinézetű férfivá válhat. Ezt azonban sosem érte el a szerény, szemérmes külseje és szorgalmassága miatt.

## Munkássága
Maslow az emberi szükségletek hierarchiájának modelljével (Maslow-piramis) vált világhírűvé. Rendszerét 1943 és 1954 között dolgozta ki, majd a Motivation and Personality című művében publikálta, 1954-ben. Művében a szükségletek öt szintjét mutatta be. Az 1968-ban megjelent, a Toward a Psychology of Being című népszerű könyvében több szintet is hozzátesz, de az ötlépcsős piramis maradt az ismertebb szükségletrendszer. Maslow megkülönbözteti az ún. hiányszükségleteket/motivációkat (a piramis alsó négy szintjét), ezeket a deficit kifejezés alapján D -motivációnak nevezi, ill. ún növekedési motivációkat/szükségleteket, ezeket az angol being kifejezés alapján B-motivációknak tekinti.
A Maslow-piramist több oldalról is érte kritika: angolszász központúsága miatt; amiatt, hogy egy magasabb szint valójában nem szigorúan feltételezi az alacsonyabbakat; továbbá kritika éri a specifikusan emberi alapszükségletből kiinduló szemlélet oldaláról is.

Önmegvalósítás

Maslow szükségleti piramisa

követi, kibontakoztatja a belső képességeit, kreativitás, beteljesedés;
Elismerés
felismerés, teljesítmény, kiválóság, tisztelet, megbecsülés;
Valahová tartozás (szociális szükségletek)
anya-apa-testvérek – család; barátok - isten; házastárs – szerelem; munkakapcsolatok; társadalmi szintű kapcsolatok; Vezetés iránti igény (mentor, példakép, eszménykép); Mások vezetése, tanítása;
Biztonság
létbiztonság; közbiztonság; anyagi biztonság; magántulajdon;
Fiziológiai (alapvető – létszükségletek)
táplálék; víz; levegő; hőmérséklet; anyagcsere;

## Művei
- Motivation and Personality, 1954[5]
- Toward a Psychology of Being, 1962[5]
- Religions, Values, and Peak Experiences, 1964[5]
- Maslow on Management, 1965[5]
- Psychology of Science: A Reconnaissance, 1966[5]
- The Farther Reaches of Human Nature, 1971[5]

### Magyarul megjelent művei
- A lét pszichológiája felé; ford. Turóczi Attila; Ursus Libris, Bp., 2003 (Emberközpontú pszichológia) ISBN 9632127072[6]
- Bevezetés a transzperszonális pszichológiába. Válogatás Abraham H. Maslow, Roberto Assagioli, Ken Wilber írásaiból; ford. Turóczi Attila; Ursus Libris, Bp., 2006 (Emberközpontú pszichológia) ISBN 9638689560[6]